# Otmar Hasler
Otmar Hasler (Vaduz, 28 settembre 1953) è un politico liechtensteinese.
Dall'aprile 2001 al marzo 2009 è stato il Capo del Governo del Liechtenstein.